# Plutonchef
En plutonchef är en officer eller ett befäl med officers tjänsteställning som för befäl över en pluton. 
En plutonchef har ofta löjtnant eller fänriks grad. I det svenska försvaret kan plutonchefen vara yrkesofficer, reservofficer eller värnpliktig officer. Det sistnämnda var vanligt fram till början av 1990-talet, då Sveriges invasionsförsvar med stor numerär, ersattes av ett betydligt mindre insatsförsvar. I de flesta plutoner finns även en ställföreträdande plutonchef, oftast av fänriks eller sergeants grad.
I USA och Storbritannien är plutonchefen yrkesofficer. Till sin hjälp har denne en underofficer, plutonssergeant, som också är yrkesmilitär.